# Tatort: Der Heckenschütze
Der Heckenschütze ist ein Fernsehfilm aus der Krimireihe Tatort der vom Hessischen Rundfunk (HR) unter der Regie von Heinz Schirk produziert und am 7. Februar 1999 im Programm Das Erste zum ersten Mal gesendet wurde. Es handelt sich um die 405. Tatort-Folge und den 21. Fall des Kriminalhauptkommissar Edgar Brinkmann.
Brinkmann versucht einen jungen Mann bei seinem ganz persönlichen Rachefeldzug zu stoppen, nachdem dieser drei Unschuldige getötet hat.

## Handlung
Während der Frankfurter Firmenchef Olaf Lasen mit seiner Belegschaft den Gewinn eines internationalen Preises feiert, wird dieser von einem Heckenschützen durch das Fenster erschossen. Bereits einen Tag später erfolgt ein ähnlicher Anschlag auf Heiner Kolbe, ein Unternehmer und Freund von Larsen. Er überlebt schwer verletzt und bleibt in der Folge gelähmt. Mitten in der Trauerfeier zur Beerdigung von Olaf Lasen, wird als drittes Opfer der Pfarrer Gero Herkel erschossen. Da Kommissar Brinkmann und sein Assistent Robert Wegner in der Kirche anwesend sind, können sie den Täter dieses Mal fassen. Es handelt sich um einen jungen Mann, der jegliche Aussage verweigert. Verhaltensauffälligkeiten veranlassen Kommissar Brinkmann, um ein psychologisches Gutachten zu bitten. Bei der Untersuchung gelingt dem Mann die Flucht.
Nachdem die Polizei ein Fahndungsfoto in der Zeitung veröffentlicht, melden sich Zeugen, die den Gesuchten als Jan Giese identifizieren. Als Kommissar Brinkmann sich bei Jans Eltern meldet, stellt sich heraus, dass Frau Giese den Jungen aufgezogen hat, er aber das Kind von ihrer Schwester ist. Ihr Vater hatte ihr vor siebzehn Jahren den Säugling gebracht, nachdem ihre Schwester Hanna in die Fänge einer Sekte „Die Auserwählten des Jüngsten Gerichts“ geraten war.
Robert Wegner recherchiert, dass alle drei Opfer schon seit ihrer Studienzeit Freunde waren, was einen Zusammenhang der Anschläge vermuten lässt. Eine Notiz in Jans Zimmer lässt darauf schließen, dass er vorhat, noch eine vierte Person zu töten. Der Notizzettel kann einem Gästebuch zugeordnet werden, die zu einer Pension der Familie Saalmann führt. Dort befragen Brinkmann und Wegner die inzwischen recht betagte Frau Saalmann und erfahren, dass Olaf Lasen ihr Neffe war und dass er vor 18 Jahren mit drei Freunden am See gezeltet hatte. Vor einigen Tagen hätte ein höflicher junger Mann eben nach diesen Personen gefragt.
Jan Giese kann sich inzwischen eine Pistole besorgen und ist auf der Suche nach dem vierten Mann: K. Schröder. Ebenso Kommissar Brinkmann, der versucht, einen weiteren Mord zu verhindern. Dazu kontaktiert er den Sektenführer Sirach, bei welchem er hofft, Jans Mutter zu finden. Sirach will die Polizisten nicht zu Hanna lassen und erzählt ihnen, dass sie gar nicht weiß, dass dieses Kind lebt. Sie wäre damals von vier betrunkenen Männer vergewaltigt worden und deshalb sollte diese Frucht der Sünde auch nicht bei seiner Mutter bleiben. Als Hanna dies zufällig mithört, entschließt sie sich, die Sekte zu verlassen. Heimlich schleicht sie sich nachts davon und versucht ihr Kind zu finden. Jan ist derweil dem ominösen K. Schröder dicht auf der Spur. Sein Anschlag misslingt und er muss vor der Polizei fliehen, die ihn zwar am Ende stellen kann, doch erschießt sich Jan vor ihren Augen.
Hanna schlägt sich zu ihrer Schwester durch und wird von Lisa Giese hocherfreut empfangen. Hanna bricht ihr Schweigen und erklärt, dass Sirach sie damals vergewaltigt hatte.

## Rezeption

### Einschaltquoten
Die Erstausstrahlung von Der Heckenschütze am 7. Februar 1999 erreichte für Das Erste einen Marktanteil von 22,02 Prozent und wurde in Deutschland von 8,19 Millionen Zuschauern gesehen.

### Kritiken
Kino.de findet, dass dieser Tatort lediglich „… die üblichen Sekten-Klischees bedien[e] und einen eher unrealistischen Handlungsstrang verfolge…“.
Die Fernsehzeitung TV Spielfilm meint dazu nur kurz: „Müder Krimimurks um Sektenwahn.“